# Нетеребка
Нетере́бка (укр. Нетеребка) — село в Корсунь-Шевченковском районе Черкасской области Украины.
Население по переписи 2001 года составляло 1254 человека. Почтовый индекс — 19422. Телефонный код — 4735.

## Местный совет
19422, Черкасская обл., Корсунь-Шевченковский р-н, с. Нетеребка

## История
В XIX веке село Нетеребка было в составе Корниловской волости Каневского уезда Киевской губернии. В селе была Николаевская церковь. Священнослужители Николаевской церкви:
- 1802 — священник Петр Иванович Рыбалский
- 1875 — священник Даниил Левитский